# Peta-nocona
Peta-nocona (chiamato anche Viaggiatore Solitario o Vagabondo Solitario, in inglese: Lone Wanderer; 1820 circa – 1864 circa) è stato un condottiero nativo americano.
Fu uno fra i più famosi e temuti capi guerrieri degli Kwahadi Comanche e dell'intera nazione Comanche.

## Ascendenza
Figlio di Pohebits-quasho o Puhihwitsikwasʉ (Casacca-di-Ferro, in inglese Iron Jacket), e probabilmente nipote di Wakswakswal, conosciuto dagli Spagnoli del Messico come Guaquangas, fu capo degli Kwahadi Comanche. Verso la metà del decennio 1840 sposò una giovane ex-prigioniera bianca, Naduah alias Cynthia Ann Parker, catturata bambina nel 1836 in un’incursione compiuta dai Comanche e dai Kiowa e poi adottata fra i Nokoni nella famiglia di Tabby-nocca (Alce Magra, in inglese Lean Elk). La coppia ebbe tre figli: il primogenito Quanah (Fragranza, Odore profumato, in inglese Fragrance, Smelling), il secondogenito Pecos (Frutto-di-Pecan, in inglese Pecan Nut) e la terzogenita Topsannah (Fiore-di-Prateria, in inglese Prairie Flower).

## Naduah
Cynthia Ann Parker, nata da Silas M. Parker e Lucy Duty Parker nella Contea di Crawford, dell'Illinois probabilmente tra il giugno 1824 e il maggio 1825, raggiunse il Texas insieme all'esteso clan familiare, che si stabilì nel Texas centrale costruendo Fort Parker, presso le sorgenti del Navasota River, avendo preso accordi con gli Wichita, tributari dei Comanche. Ciò non mise al sicuro i Parker dalle scorrerie dei Comanche, diffuse lungo tutta la frontiera, che le unità della milizia non erano sufficienti a presidiare, e il 19 maggio 1836 una grossa banda di Nokoni Comanche (all'epoca guidati da Huupi-pahati – "Albero Alto", in inglese Tall Tree) e, forse, di Kiowa, forte di circa 500 guerrieri accompagnati dagli alleati Wichita Kichai, allettata dalle promesse di un ricco bottino e di abbondanti catture di donne e schiavi, si scatenò contro la Limestone County: un gruppo guerriero assali Fort Parker, cogliendo di sorpresa la famiglia e massacrando la maggior parte degli uomini e catturando alcune donne e i bambini, compresa Cynthia Ann. Dopo la sconfitta del Messico nella Guerra d'indipendenza texana, la liberazione delle migliaia di prigionieri dei Comanche divenne una priorità per la giovane Repubblica. La bambina rimase fra i Nokoni e divenne Naduah, figlia di Tabby-nocca e di sua moglie.

## Biografia

### Gioventù e ascesa
Il giovane Peta-nocona fu addestrato come guerriero e come futuro capo alla scuola del padre, fra incursioni nel Texas e spedizioni nel Messico, e combattendo contro i tradizionali nemici del suo popolo nelle quattro direzioni: Apache, Navaho, Ute, Pawnee, Osage. Per le numerose prove di valore e di abilità nel prendere parte a molte spedizioni, e poi anche nel guidarle, e per la discendenza da antenati illustri, presto gli fu riconosciuto un ruolo preminente, ed era senz’altro il miglior "partito" possibile quando si presentò a Tabby-nocca per chiedere Naduah come moglie, nel 1843 o 1844 circa; l'importanza del giovane capo dal fisico imponente e dal coraggio entusiasmante fra la sua gente era tale che, successivamente al suo matrimonio fra i Nokoni, molti bianchi credettero che il nome della divisione Nokoni Comanche derivasse da quello del capo e apparisse desueto, più tardi, in seguito alla sua morte; inoltre, anche per la sua frequentazione dei Nokoni, al cui gruppo appartenevano Naduah e la sua famiglia adottiva, spesso l’appartenenza di Peta-nocona al gruppo Kwahadi fu confusa con una presunta appartenenza al gruppo Nokoni.
Peta-nocona assunse il ruolo di capo guidando la sua banda e i guerrieri Kwahadi Comanche approssimativamente tra la metà del decennio 1840’ e la fine del decennio 1850’, quando, per alcuni anni, succedette al padre, Pohebits-quasho, fino alla metà del decennio 1860’, durante la fase più acuta delle "Guerre indiane" nel Texas e il massiccio sforzo esercitato dagli Stati Uniti per annientare le popolazioni indiane dei Plains.
I Texani perseverarono nella ricerca di ciascun prigioniero, ottenendo, in un modo o nell'altro, tramite il pagamento di riscatti o l'intervento dei reparti dei ranger o dell'esercito, la liberazione di centinaia di bianchi catturati, ma molti restavano in mano dei Comanche o, spesso (specialmente se catturati in tenera età), si sentivano Comanche essi stessi; più incontri furono combinati, nel tempo, per contrattare la liberazione dei prigionieri (il loro concetto di "trattativa" fu chiaro ai Comanche dopo il massacro della delegazione Penateka alla Council House di San Antonio nel marzo 1840), e anche i Comanche perseguivano insistentemente la liberazione della propria gente trattenuta in prigionia e la fissazione di un confine inviolabile tra Texas e "Comancheria"; i Texani lanciarono una serie di attacchi per “rappresaglia” contro gli insediamenti Comanche, colpendo donne e bambini e le basi della sussistenza e mirando a fiaccare la resistenza degli Indiani se non al loro sterminio finché i capi guerrieri furono costretti a chiedere la pace (recte: ad arrendersi e accettare che la loro gente superstite fosse chiusa nelle riserve). Gli Kwahadi, capeggiati dall’indomabile Pohebits-quasho, coadiuvato da Peta-nocona, suo degno figlio, e da Parua-ocoom (Orso Maschio, in inglese He Bear o Bull Bear), altrettanto deciso e implacabile, dal loro dominio negli Stacked Plains, attraverso le Antelope Hills e le Wichita Mountains costituivano un avversario coriaceo per i Texani, e tali rimasero anche per gli Statunitensi, subentrati ai Texani nel febbraio 1846.
I Penateka liberi (guidati da Shanaco, ormai divenuto il loro esponente più bellicoso, dopo l'uccisione di Isa-viah nel 1854, mentre Pocheha-quehip preferiva trattenere la sua banda allo sbocco del San Saba), i Kotsoteka (forse ancora governati da Wulea-boo "Testa Rasata" ovvero Shaved Head, ma verosimilmente guidati in guerra da capi più giovani, come Kuhtsu-tiesuat Piccolo Bisonte ovvero Little Buffalo e Tasacowadi Coguaro Macchiato ovvero Spotted Cougar), i Nokoni (guidati, dopo la morte di Huupi-pahati, da Quenah-evah Bevanda-dell'Aquila, ovvero Eagle's Drink), e, in subordine, Kiyou (Dorso-di-Cavallo, ovvero Horseback) e Piaru-ekaruhkapu (Grosso Pezzo-di-Carne-Rossa, ovvero Big Red Meat o Big Red Food), nonché Isa-habit ("Lupo Disteso", ovvero Wolf Lying-down) e, probabilmente, anche gli Yamparika di Tabananika (Voce dell’Alba, ovvero Voice-of-the-Sunrise) e di Isa-rosavit (Lupo Bianco, ovvero White Wolf) e gli Kwahadi di Poehbits-quasho, di Peta-nocona (che stabilì il proprio villaggio vicino a quello del padre), di Parua-ocoom e di Kobay-oburra effettuarono nel corso del 1857 parecchie scorrerie nel Texas, colpendo soprattutto le contee di Palo Pinto ed Erath, ma anche gli insediamenti lungo il Colorado River. L'agente indiano John Baylor, futuro Governatore militare confederato, si fece promotore di una nuova campagna propagandistica per l'eliminazione o la deportazione dal Texas degli Indiani e il Governatore Elisha M. Pease organizzò compagnie di Texas Ranger con istruzioni di uccidere gli Indiani che si trovavano fuori dalle riserve.
All'inizio della primavera 1858 Pohebits-quasho condusse una scorreria nel Texas (alla quale partecipò verosimilmente anche Peta-nocona con i propri guerrieri), assalendo il posto della Butterfield Overland a Johnson Station (fine marzo), uccidendo il bestiame e ferendo due addetti; nell'aprile Pocheha-quehip ("Gobba-di-Bisonte", Buffalo Hump) si accampò nella zona del Canadian River, a nord delle Wichita Mountains, vicino agli accampamenti di Pohebits-quasho e di Peta-nocona, creando una concentrazione di capi fra i più temuti. Il nuovo Governatore del Texas, Hardin Runnels, e il Comandante del Dipartimento Militare del Texas, gen. David E. Twiggs, ottennero dal Congresso statale texano l'autorizzazione ad arruolare a spese dello Stato una compagnia di Texas Ranger, che, incurante dei confini stabiliti dai trattati, entrò nel territorio indiano alla fine di aprile; nel corso del 1858 le truppe federali e le milizie texane attaccarono tre volte i Comanche a nord del Red River. In particolare, nel maggio, un reggimento Texas Ranger, composto da 102 uomini al comando del cap. John S. Ford, e rinforzato da un contingente di 113 Tonkawa, Caddo e Delaware della riserva del Brazos, al comando del subagente Shapley Ross e del capo Tonkawa Hashukana "Placido", attraversato il Red River, raggiunse e iniziò a risalire il South Canadian River; i Tonkawa, accampatisi separatamente, attirati in una trappola, furono sterminati (secondo il racconto dei Comanche sarebbe sopravvissuto un solo Tonkawa, ripetutamente ferito, ma Placido sarebbe morto nel 1862, essendo pertanto sopravvissuto al massacro) dai Comanche - Yamparika e verosimilmente (nonostante diversa ipotesi) Nokoni, condotti da Isa-habit ("Lupo Disteso", ovvero Wolf Lying-down) e Isa-nanica, (figlio adottivo di Parua-wasamen), e verosimilmente da Tabananika e Isa-rosavit, se non anche Quenah-evah piuttosto che Kiyou o Piaru-ekaruhkapʉ; proseguita la marcia lungo il South Canadian River, gli Wichita aggregati alla colonna texana furono assaliti dai Kiowa, ma rifiutarono il combattimento e l'intera colonna raggiunse il North Canadian River; ancora integro nonostante la disfatta subita dai Tonkawa, il 12 maggio 1858 il reparto di Texas Ranger, rinforzato dagli ausiliari Indiani, attaccò il villaggio (con 70 tepee e, secondo una versione evidentemente sproporzionata qualora non riferita anche agli accampamenti vicini, circa 300 guerrieri) degli Kwahadi (impropriamente indicati anche come Kotsoteka) di Pohebits-quasho, appena rientrato da un spedizione in territorio messicano, nelle Antelope Hills, sulle rive del Little Robe Creek, affluente del Canadian, uccidendo 76 Comanche (uomini, donne e bambini), tra i quali lo stesso Pohebits-quasho, colpito al collo (dove la sua leggendaria "casacca di ferro", che gli aveva conferito una fama di invulnerabilità, non lo proteggeva) da una fucilata, sparata forse dal Tonkawa Hasinai (tale "Jim" Pockmark), all'inizio del combattimento, catturandone altri 60 (o, secondo altra ricostruzione, 18 donne e bambini), e privando i Comanche di 300 cavalli nonché dei tepee e delle provviste; anche il secondo in comando in subordine a Pohebits-quasho, un capo guerriero noto come Mupa (Mustache), fu ucciso all'inizio del combattimento, abbattuto da Chul-le-quah, capo del contingente Shawnee e Delaware con una fucilata; gli assalitori furono poi respinti da Peta-nocona, sopraggiunto coi suoi guerrieri troppo tardi per poter evitare la distruzione del villaggio e la decimazione della gente di suo padre; i Texani fecero ritorno a Camp Runnels tallonati dai Comanche al comando di un Peta-nocona assetato di vendetta. Nell'autunno Twiggs avviò due "spedizioni punitive" contro i Comanche e Kiowa, inviando il cap. Earl VanDorn, con quattro compagnie del 2º Cavalleria e una compagnia del 5º Fanteria, alle quali si unì un contingente di 135 Indiani (Waco Wichita, sotto la guida di Towakani Jim e Nasthoe, Caddo e Tonkawa), agli ordini di Lawrence Sullivan "Sul" Ross, per un totale di 225 uomini, contro i Penateka di Pocheha-quehip, i Kotsoteka di Quohoahteme (Hair Bobbed-on-one-Side; nome forse non casualmente richiamante l'acconciatura di Halisane e quindi potenzialmente identificabile come sinonimo e alias di Wulea-boo), i Nokoni di Quenah-evah e gli Yamparika di Hotoyokowat, che, di ritorno da un incontro col cap. William E. Prince, di Fort Arbuckle, nell'Oklahoma, col quale avevano concluso un trattato, si erano recati in visita ad un accampamento Wichita presso Rush Springs e, pur essendo informati da alcuni giorni della presenza nelle vicinanze delle forze di VanDorn, non ritenevano di avere alcunché da temere: 56 "ostili" furono uccisi (e anche alcuni Wichita) e altri 14 furono rinvenuti morti successivamente, i Comanche perdendo più di 300 cavalli, i tepee e le provviste, secondo il sistema ormai usuale nelle spedizioni contro gli Indiani; anche cinque assalitori furono uccisi (tre) o mortalmente feriti (uno) o dispersi e classificabili presumibilmente morti (uno) e 12 furono feriti, tra i quali VanDorn, Ross, e altri ufficiali. Dal canto loro, i Comanche, radunati le donne e i bambini vicino all'agenzia sull'Arkansas, si scatenarono, al comando di Pocheha-quehip e dell'inferocito Peta-nocona (probabilmente succeduto al defunto Pohebits-quasho come capo supremo degli Kwahadi, diventando Parua-ocoom il secondo capo), in una serie di incursioni contro gli insediamenti bianchi dal Red River a Corpus Christi, distruggendo completamente un insediamento di coloni tedeschi a 25 miglia da Fredericksburg, mentre i cittadini di Kerrville dovettero organizzare in proprio una compagnia di ranger per la propria difesa.

### Capo supremo
Durante il 1860 i Nokoni (al comando di Kiyou, Piaru-ekaruhkapu, Isa-habit), i Kotsoteka (al comando di Kuhtsu-tiesuat, Tasacowadi e dell'emergente Mow-way), i Kwahadi (al comando di Peta-nocona, Parua-ocoom, Kobay-oburra, Paatsoko-nehki / Patchokoniki, Papi-wihtama), gli Yamparika (al comando di Tabananika, Isa-rosavit e Hitetsi) continuarono a effettuare con frequenza attacchi contro gli insediamenti texani, e le truppe USA e i reparti texani agirono con almeno altrettanta determinazione, conducendo una campagna attraverso i Plains, in cerca dei Comanche e dei Kiowa. Dopo una spedizione condotta nell’estate dal magg. John Sedgwick e dal cap. Samuel D. Sturgis, rispettivamente nella regione a sud dell'Arkansas River, senza conquistare alcun risultato, e nelle regioni del Republican River e del Solomon River, scontrandosi con un contingente di circa 600 o 800 guerrieri Kiowa, Comanche e Cheyenne (e rischiando di perdere i propri scouts Indiani in un'imboscata),  e attaccando (6 agosto) un contingente di guerrieri Comanche e Kiowa sul Republican Fork dell'Arkansas, uccidendo 29 Indiani; verso la fine dell'estate un reparto dei Texas Ranger, rinforzato da un contingente di guerrieri Tonkawa, Caddo e Wichita, assalì il villaggio di Tabananika (Yamparika) e Isa-habit (Nokoni) sull'alto corso del North Canadian; nel dicembre 1860 il cap. Lawrence Sullivan Ross, al comando di un distaccamento di 40 Texas Ranger e 20 cavalleggeri della Milizia, seguendo le tracce degli Kwahadi dopo una loro incursione nella Parker County, scoprì l'accampamento di Peta-nocona alla confluenza del Mule Creek nel Pease River, rimasto quasi indifeso giacché lo stesso Peta-nocona, con la maggioranza dei guerrieri, era impegnato in una delle solite scorrerie: il 18 dicembre Ross e i suoi attaccarono il villaggio Kwahadi, affidato a Nobah, uccidendo i pochi guerrieri rimasti (compreso Nobah) e, indiscriminatamente, donne e bambini, e catturarono la moglie di Peta-nocona (erroneamente dato per morto nel combattimento, essendo stato scambiato per lui il guerriero, probabilmente lo stesso Nobah, che aveva cercato di mettere in salvo la moglie del capo), Naduah, e la figlia Topsannah ("liberata" e riportata fra i bianchi, la donna, disperata per essere stata separata dal marito e dai figli, avrebbe poi cercato tre volte di fuggire per tornare tra i Comanche, finché morirono prima la figlia e, nel 1864, anche la madre); Peta-nocona, rimasto solo coi due figli maschi, Quanah e Pecos, benché distrutto dalla perdita e incapace di una reazione immediata, continuò a combattere.
Peta-nocona non prese altre mogli, sebbene questa fosse una pratica comune fra i Comanche per guerrieri del suo rango.
Dichiarata la secessione degli Stati Confederati nel febbraio 1861, i "Sudisti" cercarono di accaparrarsi le simpatie degli Indiani del sud-ovest, e nell'agosto il Commissario per gli Affari Indiani del Governo Confederato, brig. gen. Albert Pike, si recò a Fort Cobb, incontrando i delegati dei Comanche (capeggiati da Parua-wasamen, Kiyou, Tosawi e Asa-havey) e di altre nazioni, ma non quelli dei Kiowa, che rifiutarono di partecipare al concilio, intendendo continuare i loro attacchi nel Texas, e rimasero sordi anche alle sollecitazioni di Pocheha-quehip, minacciando anzi di attaccare la riserva e le tribù ivi confinate); Pike stipulò coi Comanche due trattati: il primo (12 agosto) con i Penateka della riserva, rappresentati da Kekarawa (Kekaruwah= Never Sitting, alias Kahabewite = Never Lying-down, indicato come capo principale in luogo di Ketumse e già suo rivale nonché, verosimilmente, suo immediato e temporaneo successore), Tosawi e Asa-havey, e il secondo (13 agosto) con gli Yamparika, rappresentati da Parua-wasamen e, forse, da Tabananika e Isa-rosavit, i Kotsoteka, rappresentati da Chocora (verosimilmente identificabile con forse Kuhtsu-tiesuat), Tecowewihpa (verosimilmente identificabile con Tasacowadi) e Mow-way (indicato come Maawe), i Nokoni, rappresentati da Quena-evah e Kiyou (Tirhaya-quehip o Tʉhʉyakwahipʉ, nell’occasione fantasiosamente trascritto come Tehiaquah),  nonché da due capi identificati come Kepahewa (He not-drinking-Water) e Chooshi o Chosewi (Growing Chief), e i superstiti Tanima / Tenawa (ormai aggregati ai Nokoni) rappresentati da Bowahquashu (Iron Shirt / Iron Jacket) - indicato come Pohowiquasso - e Keenatohpa, mentre gli Kwahadi, guidati da Peta-nocona, ormai implacabile quanto disperato, Parua-ocoom, Kobay-oburra e, forse, Papi-wihtama, si mantenevano ostili a tutti i bianchi.

### Morte
Ferito durante un combattimento contro gli Apache, Peta-nocona morì, forse nel 1863 o nel 1864, per un’infezione da ferita in combattimento. Dopo la sua morte Quanah e Pecos si aggregarono per alcuni anni ai Nokoni, la gente del nonno materno Tabby-nocca, per completare il proprio addestramento all'ombra di Kiyou.
In ordine alla morte di Peta-nocona furono date diverse versioni, iniziando da quella ufficiale (e falsa, per quanto, almeno inizialmente, forse frutto di un errore commesso in buona fede dai Texas Ranger e dal cap. Ross - convalidata per errore o per compiacenza dall'interprete del reparto, il cui comandante, peraltro, sulla leggenda dell'uccisione del capo Comanche avrebbe costruito la propria carriera politica) per poi scoprire la versione raccontata da Quanah e corroborata dalla testimonianza del col. Wilbur S. Nye, che incontrò personalmente Peta-nocona dopo la sua presunta morte al Pease River.